# Menhir de la Ville-Juhel
Le menhir de la Ville-Juhel, appelé aussi menhir du Pont aux Prêtres, est situé à Le Vieux-Bourg dans le département français des Côtes-d'Armor.

## Protection
Il a été classé au titre des monuments historiques en 1967.

## Description
Le menhir mesure 4,10 m de hauteur pour 2,05 m de largeur et 2,10 m d'épaisseur. De section triangulaire, son périmètre varie de 5,80 m à la base jusqu'à 7 m dans la partie la plus renflée. Il est en granite.